# Anastasija Szustowa
Anastasija Wiaczesławiwna Szustowa Osniacz (ukr. Анастасія Вячеславівна Шустова-Осняч; ur. 9 października 1996) – ukraińska zapaśniczka walcząca w stylu wolnym. Zajęła piąte miejsce na mistrzostwach świata w 2021. Wicemistrzyni Europy w 2024; piąta w 2023 roku. 
Dziesiąta w indywidualnym Pucharze Świata w 2020. Pierwsza w Pucharze Świata 2022 i szósta w 2017. Zdobyła pięć medali na mistrzostwach juniorskich, w tym srebrny na ME w 2015. Mistrzyni Europy U-23 w 2018 i trzecia na MŚ U-23 w 2017 roku.